# Hans Haug (Komponist)
Hans Haug (* 27. Juli 1900 in Basel; † 15. September 1967 in Lausanne) war ein Schweizer Komponist.

## Leben
Er erhielt eine Klavierausbildung bei Egon Petri und Ernst Levy, studierte dann bei Ferruccio Busoni und schliesslich an der Münchener Musikakademie bei Walter Courvoisier und war zunächst Chorleiter in Solothurn. Und dann 1928/32 2. Kapellmeister am Stadttheater Basel, sowie am Rundfunk tätig. 1938/43 war er Leiter des Radioorchester Beromünster. Danach wirkte er als Pianist, Dirigent und später auch Lehrer am Konservatorium von Lausanne. Er komponierte Opern und Operetten, Ballette, Schauspiel- und Filmmusiken, Oratorien, sinfonische Werke, Instrumentalkonzerte und Kammermusik.
Haug schrieb 1940 für den Film Dilemma die Musik. Die Regie hatte Edmund Heuberger. In den Hauptrollen waren u. a. Fritz Schulz, Leopold Biberti, Marina Rainer und Lukas Ammann. Die schweizerdeutschen Dialoge schrieb Paul Altheer. Der Film wurde von der neugegründeten "Gotthardfilm G.m.b.H." produziert und von Chiel Weissmann vertrieben.

## Werke
- Don Juan in der Fremde, komische Oper, 1930
- Madrisa, Volksoper, 1933
- Tartuffe, komische Oper nach Molière, 1937
- E liederligs Kleeblatt, Dialektoperette, 1938
- Gilberte de Courgenay, Soldatenvolksspiel, 1939
- ’s Annely us der Linde, Dialektvolksoperette, 1940
- Barbara, Operette nach George Sand, 1942
- Ariadne, Oper, 1943
- Leute von der Strasse, Operette, 1944
- La Mère Michel, Operette, 1945
- Der unsterbliche Kranke, komische Oper nach Molière, 1946
- Le Miroir d’Agrippine, Oper, 1953/54
- Orphée, Ballett-Oper nach Ovid und Angelo Poliziano, 1955
- Les Fous / Die Narren, komische Oper nach Carlo Goldoni, 1957
- Prélude, Tiento et Toccata, Gitarre solo, 1961
- Justice du Roi, Oper, 1963
- Fantasia Concertante für Viola und Orchester, 1965
- Le Souper de Venise, Oper, 1965

## Filmografie (Auswahl)
- 1940: Ist Dr. Ferrat schuldig? (Dilemma)
- 1942: Eine Frau verschwindet (Une femme disparaît)
- 1943: Menschen, die vorüberziehen
- 1947: Das Leben beginnt
- 1960: Wilhelm Tell
- 1963: Nikolaus von Flüe – Pacem in Terris